# 大穆尔塔
大穆尔塔（羅馬化：Bolʹshaya Murta；哈卡斯语：Нымырттығ）是俄罗斯克拉斯诺亚尔斯克边疆区的市级镇、大穆尔塔区行政中心，位于叶尼塞河一支流下波德约姆纳亚河（Нижняя Подъёмная）河畔，地处克拉斯诺亚尔斯克边疆区南部，在边疆区首府克拉斯诺亚尔斯克北偏东方。
该地2021年人口有7,886人；2010年人口7,905；2002年人口8,435；1989年人口8,901。